# Sistema perceptivo
Um sistema perceptivo é um sistema computacional (biológico ou artificial) projetado para fazer inferências sobre propriedades de um ambiente físico com base em cenas.
Nesse contexto, uma cena é definida como informação sensorial que pode fluir de um ambiente físico para um sistema computacional via transdução sensorial. Um órgão sensorial (biológico ou artificial) é utilizado para captar essas informações. Portanto, um sistema perceptivo deve incorporar informações de pelo menos um órgão sensorial.
Exemplos de sistemas perceptivos incluem:
- o sistema visual;
- o sistema auditivo;
- o sistema olfativo;
- o sistema somatossensorial;
- o sonar / sistema de ecolocalização de um morcego;
- um medidor de luz feito pelo homem;
- um detector de movimento feito pelo homem.

A pesquisa no campo dos sistemas perceptivos concentra-se nos aspectos computacionais da percepção. Por esse motivo, há uma sobreposição significativa com neurociência, design de sensores, estatísticas de cenas naturais e ciência da computação.